# People's Budget
 (novembre 2015).
Si vous disposez d'ouvrages ou d'articles de référence ou si vous connaissez des sites web de qualité traitant du thème abordé ici, merci de compléter l'article en donnant les références utiles à sa vérifiabilité et en les liant à la section « Notes et références ».
Le People's Budget (Budget du peuple en français) de 1909 est un ensemble de lois britannique votées sous le mandat du premier ministre libéral Herbert Henry Asquith. Elles introduisent notamment de nouveaux prélèvements obligatoires visant les plus riches afin de financer les premiers éléments de ce qui deviendra la Sécurité sociale : assurance contre la maladie, assurance contre le chômage, retraite des vieux travailleurs. Les plus ardents défenseurs de cette loi de finances sont Lloyd George, chancelier de l’Échiquier, et Winston Churchill, son fidèle adjoint.

## Ligue de Protestation contre le Budget
La Budget Protest League (Ligue de Protestation contre le Budget en français) est un groupe de pression britannique formé en juin 1909 et dirigé par Walter Long, ayant pour objet l'opposition au People's Budget de David Lloyd George.